# Петричко Михайло Петрович
| Текст вилучений зі статті через підозру в порушенні авторських прав |
| --- |
| Текст, що раніше перебував на цій сторінці, запідозрено в порушенні авторських прав на текст із таких джерел: https://zakarpattya.net.ua/News/85363-U-Chynadiievi-na-87-mu-rotsi-zhyttia-pomer-uchasnyk-Karpatskoi-Sichi-Mykhailo-Petrychko Тому, хто повісив цей шаблон: На сторінку обговорення користувача, який розмістив цю статтю, варто додати повідомлення {{subst:nothanks cv\|Петричко Михайло Петрович\|url=https://zakarpattya.net.ua/News/85363-U-Chynadiievi-na-87-mu-rotsi-zhyttia-pomer-uchasnyk-Karpatskoi-Sichi-Mykhailo-Petrychko. |
| До уваги користувача, який розмістив цю статтю Не редагуйте статтю зараз, навіть якщо ви збираєтеся її переписати. Дотримуйтесь вказівок нижче. - Якщо власник авторських прав на зазначений вище матеріал дозволяє використовувати його на умовах GNU FDL без незмінюваних секцій та Creative Commons із зазначенням автора / розповсюдження на тих самих умовах, будь ласка, сповістіть про це на сторінці обговорення цієї статті. - Якщо правовласником є ви, додайте на зазначеному вище ресурсі примітку: «Матеріали дозволено використовувати на умовах GNU FDL без незмінюваних секцій та Creative Commons із зазначенням автора / розповсюдження на тих самих умовах». - Якщо дозволу на використання цього матеріалу немає, будь ласка, зробіть одне з двох: 1. Напишіть хоча б гарний накид статті на цій підсторінці. Зверніть увагу: не треба копіювати текст, що порушує авторські права, на зазначену підсторінку й редагувати його. Якщо ви взялися за написання нової статті, не забудьте сповістити про це на сторінці обговорення. 2. Залиште все як є, і тоді статтю буде вилучено. У випадку, якщо новий текст написано не буде, цю статтю буде вилучено через тиждень після появи цього попередження (детальніше див. документацію шаблону). Вихідний текст цієї статті з можливим порушенням копірайту можна знайти в історії змін. Зверніть увагу, що розміщення у Вікіпедії матеріалів, автор яких не надав явного дозволу на їхнє використання відповідно до ліцензії GNU FDL без незмінюваних секцій та Creative Commons із зазначенням автора / розповсюдження на тих самих умовах, може бути порушенням законів про авторське право. Користувачів, які додають до Вікіпедії такі матеріали, може бути тимчасово позбавлено права редагувати статті. Попри все, ми завжди раді вашим оригінальним статтям. Дякуємо. Цю сторінку внесено до категорії Вікіпедія:Можливе порушення авторських прав. |

Михайло Петро́вич Петри́чко (6 листопада 1924 — 20 липня 2011) — ветеран національно-визвольних змагань, учасник Карпатської Січі, довголітній член ОУН.

## Життєпис
Михайло Петричко народився в смт. Чинадієві, Мукачівського району Закарпатської області в сім'ї  національного свідомого селянина.
Батько Михайла  у 1925 році заснував у селі осередок просвітницького товариства «Просвіта». Повернувшись з Америки, де він був на заробітках, встановив контакти з о. Августином Волошиним майбутнім головою уряду  Карпатської України та Іваном Рогачем, генеральним писарем Карпатської Січі, які часто влаштовували наради у будинку родини Петричків. Саме в цей період 14-літній хлопець Михайло включився в національно-визвольну боротьбу під час формування Карпатської Січі.
У часи мадярської окупації в 16 років Михайло вступив до лав ОУН яка ставила перед собою завдання звільнення Карпатської України від гортиської Угорщини. (Організація українських націоналістів) .
Разом з десятками членів ОУН  у 1942 році після жорстоких допитів був арештований та ув'язнений в тюрмі «Ковнер-Каштелі» у Мукачеві, за антидержавний заколот проти гортиської Угорщини.
З приходом у 1944 році на Закарпаття Червоної армії, за співпрацю і участь в національно-визвольному русі під керівництвом ОУН-УПА Михайло Петричко був знову засуджений радянською владою на смерть. Згодом вирок йому замінили на 25 років таборів, 10 з яких він відсидів у концтаборі  «КарЛазі» в Казахстані. Тут значну частину свого вільного часу використовував для вивчення іноземних мов та інших дисциплін.
Після звільнення з табору, налагоджує підпільну антирадянську діяльність: розповсюджував журнал «Воля і Батьківщина», мав відношення до діяльності підпільної організації «Український Національний Фронт», заснованої Зеновієм Красівським.
Перебуваючи під пильним наглядом радянських спецслужб, п. Михайло не залишився осторонь проблем культурного життя громади.
У 1958 році йому вдається вступити на заочне відділення Львівського лісотехнічного інституту, де здобув освіту інженера. Працював на деревообробному комбінаті в Чинадієві.
З відновленням незалежності України провадив просвітницьку і культурну роботу. Належав до Мукачівського товариства політичних в'язнів і репресованих.
У 1992 році Михайла Петричка реабілітовано.
У 2009 році за активну громадську позицію та особистий внесок у розбудову незалежної України М. П. Петричка вшановано орденом «За заслуги» ІІІ ступеня.
Цю високу державну нагороду йому вручив особисто Президент України під час заходів із відзначення 70-ої річниці проголошення Карпатської України. Неодноразово був відзначений і районними та обласними подяками і грамотами; медаллю «Ветеран праці», а також грамотою та ювілейною відзнакою всеукраїнського братства ОУН-УПА з нагоди 60-річчя УПА.
Помер Михайло Петричко 20 липня 2011 року. Похований у селі Чинадієво.

## Вшанування пам'яті
На знак вшанування пам'яті колишнього карпатського січовика в березні  2012 року на могилі М. Петричка на місцевому кладовищі  встановили надгробну плиту із житомирського граніту  із надписом «Михайло Петричко, учасник Карпатської Січі, член ОУН, в'язень мадярських і совєтських концтаборів, нагороджений орденом „За заслуги“ 3 ступеня», а також класичний надгробний дзеркальний хрест, який зазвичай встановлюють найвідомішим діячам ОУН за  мужність і відвагу. Виготовив його майстер із села Ключарки Михайло Васько, кошти на встановлення якого збирали з ініціативи молодіжних організацій патріотичного спрямування.
Увіковічнили ветерана національно-визвольних змагань й годонімом — з січня 2012 року за ініціативи селищної громади Чинадієва перейменували частину колишньої вул. Духновича на вулицю Петричка.
Петричко Михайло. В обороні Срібної Землі: до 72-ї річниці Карпат. України / М. Петричко // Шлях перемоги. — 2011. — 23 берез. — С. 4.
Петричко Михайло. Пережити смертний вирок та 10 років таборів випало на долю закарпатця Михайла Петричка: [розмову / вела Н. Тернавська] М. Петричко // Закарпатська правда. — 2009. — 14-20 берез. — С. 6.
Багряний С. Герою Карпатської України поставили пам'ятник на малій батьківщині: [про відер. Пам'ятника одному із остан. карпат. січовиків, члену ОУН М. Петричку у с. Чинадієві Мукачів. р-ну] / Сергій Багряний // Шлях перемоги. — 2012. — 21 берез. — С. 1.
Вишневська Н. І меморіал, і вулиця — імені Петричка: у мукачів. Чинадієві вшанували карпат. Січовика: [члена ОУН, політв'язня сталін. та фашист. тюрем М. Петричка] / Н. Вишневська // Старий Замок. — 2012. — 15-21 берез. — С. 7.
Заповіт Срібної Землі: Карпатська Україна в боротьбі за незалежність / ред. М. Парце: [в. тому числі про М. Петричко] — Львів: Світ, 2001. — 190 с.: фото. — (Подвижники національної ідеї). Карпатська Україна: документи і матеріали: хроніка подій: персоналії: у 2 т. Т. 1: Карпатська Україна: [в тому числі про М. Петричко] / упоряд. О. Д. Довганич, О. М. Корсун, О. М. Пагіря; Закарпат. облдержадмін., Закарпат. облрада [та ін.]. — Ужгород: Закарпаття, 2009. — 756 с.
Пагіря О. Карпатська Січ: військове формування Карпатської України / О. Пагіря. — Київ: Темпора, 2010. — 152 с.: іл. — (Militaria Ucrainica). — Бібліогр. : С. 150—151.
Пумпинець В. Ні кавнер, ні смертний вирок, ні ГУЛАГ не вбили почуття його національної свідомості: [про мукачівця М. Петричко — учасн. подій Карпат. України] / В. Пумпинець // Новини Закарпаття. — 2009. — 21 лют. — С. 7.
Вегеш М. М. Вони боронили Карпатську Україну: нариси історії національно-визвольної боротьби закарпатських Українців / М. М. Вегеш., М. В. Делеган., О. Д. Довганич та ін.- Ужгород: Карпати, 2002.- 709 с. ISBN 966-671-002-1
Іляш Я. Пам'ять про останнього бійця Карпатської України / Я. Іляш.,С. Кузан // Терен Україна.- 2012.- № 1(31).- С. 5.– Режим доступу : http://mnk.org.ua/uploads/media/31_2012_C.pdf
Гопа Н., І. Фозекош. Мукачівщина: минуле і сьогодення. Енциклопедія сіл району.- Мукачево: ТОВ Вид.дім «Укрпол», 2013.- 564 с.
https://zakarpattya.net.ua/News/85363-U-Chynadiievi-na-87-mu-rotsi-zhyttia-pomer-uchasnyk-Karpatskoi-Sichi-Mykhailo-Petrychko
https://zakarpattya.net.ua/News/94093-U-Chynadiievi-na-mohyli-sichovyka-Mykhaila-Petrychka-vstanovyly-KHrest-OUN-FOTO
Туряниця, Тетяна. Пам’яті січовика :про життя та діяльність Михайла Петричка. – https://zakarpattya.net.ua/News/98486-Pam%E2%80%99iati-sichovyka
Качур І. Нескорені // Карпатська Україна.- 2009.-14. лют.- С. 5.
Т. Туряниця. Пам’яті січовика / Т. Туряниця // Мукачево. -2012. - № 29 (19 лип). -  С. 5.
Гаврош, Олександр . Член ОУН на псевдо «Грім». У 20 років Михайла Петричка засудили до розстрілу / О. Гаврош // Радіо Свобода (українська) .https://www.radiosvoboda.org/a/mykhaylo-petrychko-chlen-oun/33196870.html